# Telluride Mountainfilm
Il Telluride Mountainfilm è un festival cinematografico incentrato sul cinema di montagna, sport e avventura, che si svolge annualmente alla fine del mese di maggio a Telluride, Colorado.
Il suo slogan è "celebrating indomitable spirit".
È stato fondato nel 1979 su ispirazione del più antico festival cinematografico del settore, il Trento Filmfestival.
È membro della International Alliance for Mountain Film, che raggruppa i maggiori festival mondiali di cinema di montagna.
La manifestazione non dev'essere confusa col Telluride Film Festival, un altro festival del cinema che si tiene ogni anno a Telluride nel fine settimana del Labor Day.